# 1796 Riga
Riga (asteróide 1796) é um asteróide da cintura principal com um diâmetro de 73,83 quilómetros, a 3,1392701 UA. Possui uma excentricidade de 0,0625722 e um período orbital de 2 238,38 dias (6,13 anos).
Riga tem uma velocidade orbital média de 16,27598647 km/s e uma inclinação de 22,66482º.
Esse asteróide foi descoberto em 16 de Maio de 1966 por Nikolai Chernykh.